# Nora Skalli
Nora Skalli (in arabo نورا الصقلي‎?; Assila, 26 giugno 1974) è un'attrice marocchina.

## Biografia
Nora Skalli nasce nel 1974 a Assilah, dove consegue i suoi studi elementari e secondari, per poi studiare recitazione all'ISADAC di Rabat.
Dopo le prime esperienze in teatro, recita in televisione prendendo parte a diverse serie televisive, come Almoussaboun e Boukma et Ennia Tarlab.. Nel mondo del cinema prende parte a Jésus di Serge Moati, Fabula di Omar Chraïbi e Amours voilées di Aziz Salmi.
Collabora con Samia Akariou nel fondare la compagnia teatrale Takoon, che dà avvio alla serie televisiva Bnat Lalla Mennana.